# La Mesa (Kalifornia)
La Mesa – miasto w Stanach Zjednoczonych, w stanie Kalifornia, w hrabstwie San Diego. Według spisu ludności przeprowadzonego przez United States Census Bureau w roku 2010, w La Mesa mieszka 57 065 mieszkańców.